# Charles Edward Horn
Charles Edward Horn (St. Martin in the Fields (Londres), 21 de juny de 1786 - Boston (USA), 21 d'octubre de 1849), fou un compositor, director d'orquestra i cantant anglès.
Després de passar molts anys en la seva ciutat natal com a cantant, el 1833 passà als Estats Units, i havent perdut la veu, es dedicà exclusivament a la composició i a l'ensenyança, tenint entre els seus alumnes l'anglès Thomas Welsh. Va ser director de l'Handel and Haydn Society de Boston.
Deixà 26 òperes còmiques angleses, diversos oratoris, una Cantata, melodies vocals i altres composicions.